# Pedrinyà (Crespiá)
Pedrinyà es una entidad de población española del municipio de Crespiá, perteneciente a la provincia de Gerona, en la comunidad autónoma de Cataluña.

## Toponimia
El nombre del lugar puede encontrarse referido con las variantes Pedriñá y Pedrinyà.

## Historia
A mediados del siglo XIX el lugar, ya por entonces perteneciente a Crespiá, tenía contabilizadas 8 casas y una capilla dedicada a los santos Justo y Pastor. Aparece descrito en el decimosegundo volumen del Diccionario geográfico-estadístico-histórico de España y sus posesiones de Ultramar de Pascual Madoz de la siguiente manera:

PEDRIÑÁ: ald. ó cas. en la prov. y dióc. de Gerona, part. jud. de Figueras, ayunt. de Crespiá, de cuyo l. depende en todo: tiene 8 casas de labranza y una capilla dedicada á los Santos Justo y Pastor, sufragánea de la parr. de Crespiá.
(Madoz, 1849, p. 738)

En 2022 la entidad singular de población tenía empadronados 28 habitantes.

## Patrimonio
En el lugar hay una capilla bajo la advocación de los Santos Justo y Pastor.